# Réserve naturelle nationale de Fengyangshan–Baishanzu
 (mars 2023).
La mise en forme du texte ne suit pas les recommandations de Wikipédia : il faut le « wikifier ».
Les points d'amélioration suivants sont les cas les plus fréquents. Le détail des points à revoir est peut-être précisé sur la page de discussion.
- Les titres sont pré-formatés par le logiciel. Ils ne sont ni en capitales, ni en gras.
- Le texte ne doit pas être écrit en capitales (les noms de famille non plus), ni en gras, ni en italique, ni en « petit »…
- Le gras n'est utilisé que pour surligner le titre de l'article dans l'introduction, une seule fois.
- L'italique est rarement utilisé : mots en langue étrangère, titres d'œuvres, noms de bateaux, etc.
- Les citations ne sont pas en italique mais en corps de texte normal. Elles sont entourées par des guillemets français : « et ».
- Les listes à puces sont à éviter, des paragraphes rédigés étant largement préférés. Les tableaux sont à réserver à la présentation de données structurées (résultats, etc.).
- Les appels de note de bas de page (petits chiffres en exposant, introduits par l'outil «  Source ») sont à placer entre la fin de phrase et le point final[comme ça].
- Les liens internes (vers d'autres articles de Wikipédia) sont à choisir avec parcimonie. Créez des liens vers des articles approfondissant le sujet. Les termes génériques sans rapport avec le sujet sont à éviter, ainsi que les répétitions de liens vers un même terme.
- Les liens externes sont à placer uniquement dans une section « Liens externes », à la fin de l'article. Ces liens sont à choisir avec parcimonie suivant les règles définies. Si un lien sert de source à l'article, son insertion dans le texte est à faire par les notes de bas de page.
- La présentation des références doit suivre les conventions bibliographiques. Il est recommandé d'utiliser les modèles {{Ouvrage}}, {{Chapitre}}, {{Article}}, {{Lien web}} et/ou {{Bibliographie}}. Le mode d'édition visuel peut mettre en forme automatiquement les références.
- Insérer une infobox (cadre d'informations à droite) n'est pas obligatoire pour parachever la mise en page.

Pour une aide détaillée, merci de consulter Aide:Wikification.
Si vous pensez que ces points ont été résolus, vous pouvez retirer ce bandeau et améliorer la mise en forme d'un autre article.
La réserve naturelle nationale de Fengyangshan-Baishanzu est une réserve naturelle située dans le sud-ouest de la province du Zhejiang, dans l’est de la Chine. La réserve se trouve dans les comtés de Longquan et Qingyuan. Le plus haut sommet du Zhejiang, Huangmaojian (1 929 mètres), est situé dans la réserve. La réserve actuelle a été créée en 1992 par la fusion de deux réserves naturelles de niveau provincial, la réserve naturelle de Fengyang Shan (créée en 1975) et la réserve naturelle de Baishanzu (1985).
La réserve se compose de deux parties. Celui du nord est nommé d’après le mont Fengyangshan (chinois: 凤阳山; pinyin: Fèngyángshān); Huangmaojian est le point culminant de la montagne. La partie sud est nommée d’après le mont Baishanzu (chinois: 百山祖; pinyin : Bǎishānzǔ). Son point culminant est de 1 857 mètres, ce qui en fait le deuxième plus haut sommet du Zhejiang.

## Biologie et Ecologie
Le classement en réserve nationale signifie la haute valeur de conservation de cette réserve naturelle montagneuse,.
La faune de la réserve comprend le faisan d’Elliot, le léopard, la panthère nébuleuse, le serow de Sumatra et le macaque rhésus. La présence d’excréments de tigres de Chine méridionale dans la réserve a été confirmée par des méthodes génétiques. 2 203 espèces d’insectes ont été recensées dans la réserve de Baishanzu.
Les principaux types de végétation sont les forêts sempervirentes à feuilles larges et les forêts mixtes à feuillus aiguilles. Selon Zhu et al., la réserve est connue comme «le berceau des plantes anciennes dans l’est de la Chine en raison de sa riche flore végétale d’origine». Au moins 1 448 espèces et variétés de plantes à graines sont présentes dans la réserve de Fengyangshan, dont 47% sont endémiques à la Chine. 1 545 espèces et variétés de plantes à graines sont répertoriées dans la réserve de Baishanzu, dont 48% sont endémiques à la Chine. Le sapin Baishanzu est endémique du mont Baishanzu et est classé en danger critique d’extinction par la Liste rouge de l’UICN.